# Chrysoesthia aletris
Chrysoesthia aletris är en fjärilsart som beskrevs av Walsingham 1919. Chrysoesthia aletris ingår i släktet Chrysoesthia och familjen stävmalar. Inga underarter finns listade i Catalogue of Life.